# ビフォア・ミッドナイト
『ビフォア・ミッドナイト』（Before Midnight）は、2013年のアメリカ合衆国の恋愛・ドラマ映画であり、『ビフォア・サンライズ 恋人までの距離』（1995年）及び『ビフォア・サンセット』（2004年）の続編である。これまでの映画と同じくリチャード・リンクレイターが監督、イーサン・ホークとジュリー・デルピーが出演し、前作に引き続きリンクレイターとホークとデルピーの3人が共同で脚本を執筆した。

## あらすじ
ウィーンでの出会いから18年、パリでの再会から9年、ジェシーとセリーヌは双子の娘とジェシーの前妻との息子ハンクとともに、ギリシャでバカンスを過ごしていた。
前妻が引き取って育てているハンクを、ジェシーは空港で見送る。別荘へと戻る車のなかで、息子と離れて暮らす寂しさや罪悪感から、ジェシーはハンクが暮らすシカゴへの引っ越しを提案するが、パリで仕事を持つセリーヌは反発する。
ジェシーらが滞在している別荘は老作家のパトリックのもので、そこにはステファノスとその妻アリアドニ、パトリックの孫であるアキレアスと恋人のアナらが滞在していた。彼らは小説について語り合ったり、海で泳いだり、サッカーをしたりして余暇を過ごしている。パトリックの友人であるナタリアも加わった食事の席では、それぞれが人生や愛、文学、セックスなどについての哲学的な意見を述べる。
ジェシーとセリーヌは娘たちを預かってもらい、ステファノスらが用意してくれたホテルに泊まることになる。ホテルに向かう道でギリシャの街並みを歩きながら、ジェシーとセリーヌはひさしぶりに二人きりの時間を過ごす。
ホテルにチェック・インし、部屋で甘い夜を過ごそうとした矢先、アメリカへ帰国中のハンクからセリーヌに電話がかかってくる。それをきっかけに、二人の間で激しい口論が起こる。仕事や育児、自分たちをモデルにした小説を発表すること、セックスの仕方、そして過去の不倫の疑いに至るまで、お互いが抱いていた不満や不信をぶつけあうと、セリーヌは「もう愛していない」と言い放って部屋を出て行ってしまう。
ひとりでレストランの席についたセリーヌの前にジェシーが現れ、赤の他人を演じながら声を掛ける。ジェシーは自分がタイムマシンに乗ってやって来たのだと告げる。最初は乗り切らないセリーヌも、やがてしぶしぶ彼の演技に合わせて、ジェシーが即興で読み上げる「未来のセリーヌからのメッセージ」を聴くことに同意する。ジェシーはメッセージのなかでセリーヌへの謝罪と愛情を伝え、追伸として南ペロポネソスの一夜が人生最高のセックスになると告げる。
なおも反発するセリーヌにジェシーは演技を続けることをあきらめ、完璧ではないが本物の愛が自分にはあると言う。頑なだったセリーヌの心は少しずつほぐれ、最後には自分からジェシーの演技を引き継いで、タイムマシンについて尋ねる。

## キャスト
※括弧内は日本語吹替
- ジェシー - イーサン・ホーク（宮本充）

アメリカ人作家。
- セリーヌ - ジュリー・デルピー（岡本麻弥）

ジェシーのパートナー。フランス人。
- ハンク - シーマス・デイヴィー＝フィッツパトリック（山村響）

ジェシーと前妻の息子。もうじき14歳。
- エラ - ジェニファー・プライア（朝井彩加）

ジェシーとセリーヌの双子の娘の1人。
- ニーナ - シャーロット・プライア（山村響）

ジェシーとセリーヌの双子の娘の1人。
- ナタリア - ゼニア・カロゲロプールー（英語版）（宮沢きよこ）

パトリックの亡き親友の妻。
- パトリック - ウォルター・ラサリー（佐々木梅治）

ジェシーらをギリシャの別荘に招いた老作家。
- アナ - アリアン・ラベド（英語版）（木下紗華）

パリ在住の舞台女優。アキレアスの恋人。
- アキレアス - ヤニ・パパドプロ（矢野正明）

パトリックの孫。
- アリアドニ - アティーナ・レイチェル・トサンガリ（英語版）（相沢恵子）

ステファノスの妻。
- ステファノス - パノス・コロニス（天田益男）

ジェシーのギリシャの友人。
- ホテル受付 - ヨタ・アギロポウラス
- ホテル受付 - Serafeim Radis

## 製作
リチャード・リンクレイター、イーサン・ホーク、ジュリー・デルピーの全員が『ビフォア・サンセット』の続編の可能性を示唆していた。2011年11月のビデオインタビューでホークは「（自分とデルピーとリンクレイターは）この6ヶ月で多くを話し合った。我々3人全員はそれぞれのキャラクターを再訪する準備が出来ており、同じような気持ちを抱えている。1作目と2作目には9年空いており、もし来年映画を作ったら再び9年になるので、やることは良いだろうと考え始めた。だから今年私たちは挑戦して、書いてみるつもりだ」と述べた。
2012年6月、ホークは『ビフォア・ミッドナイト』の撮影を2012年夏に行うことを明かした。その直後、デルピーは未だ脚本作業中であり、2012年内の撮影開始を否定した。しかしながら2012年8月、既にギリシャのメッシニア県で撮影中であるという噂が報じられた。この報道についてホークは、自分とデルピーとリンクレイターは脚本執筆のためにギリシャに居るのだと語った。彼は「我々は『恋人までの距離』の3作目を書くために居る。それが上手く行けば撮影するだろうし、そうでなければしない。それについては話す価値がない。私は今企画するためにいる」と話した。しかしながら2012年9月5日、新作映画の撮影の完了が『Before Midnight』というタイトルと共に発表され、ホークとデルピーの一連の発言は覆された。
リンクレイターは10週間の執筆とリハーサルの後に、300万ドルほどの予算で15日かけて撮影したことを明かし、2013年上旬の映画祭公開を目標とした。

## 公開
プレミア上映はサンダンス映画祭の最中にユタ州パークシティのエレン・レクレス・シアターで2013年1月20日の午前9時45分より行われて。国際プレミアは第63回ベルリン国際映画祭にコンペティション外で行われた。
2013年5月24日にニューヨーク、ロサンゼルス、オースティンの5館で限定上映が始まった。同年6月14日には北米897館に拡大された。

### 興行収入
累計では北米で811万621ドル、北米外で1262万6409ドル、全世界で合わせて2073万7030ドルを売り上げている。

### 批評家の反応
Rotten Tomatoesでは164件のレビューで支持率は98%、平均点は8.7/10となった。Metacriticでは41件のレビューで加重平均値は94/100となった。

### 受賞とノミネート
| 受賞                                 | 部門                                                         | 候補                                                             | 結果       |
| ------------------------------------ | ------------------------------------------------------------ | ---------------------------------------------------------------- | ---------- |
| ハリウッド映画賞                     | 脚本賞                                                       | ジュリー・デルピー、イーサン・ホーク、リチャード・リンクレイター | 受賞       |
| ゴールデングローブ賞                 | ゴールデングローブ賞 主演女優賞 (ミュージカル・コメディ部門) | ジュリー・デルピー                                               | ノミネート |
| ボストン・オンライン映画批評家協会賞 | 脚本賞                                                       | ジュリー・デルピー、イーサン・ホーク、リチャード・リンクレイター | 受賞       |
| ロサンゼルス映画批評家協会賞         | 脚本賞                                                       | ジュリー・デルピー、イーサン・ホーク、リチャード・リンクレイター | 受賞       |
| デトロイト映画批評家協会賞           | 作品賞                                                       |                                                                  | ノミネート |
| デトロイト映画批評家協会賞           | 主演女優賞                                                   | ジュリー・デルピー                                               | ノミネート |
| デトロイト映画批評家協会賞           | 脚本賞                                                       | ジュリー・デルピー、イーサン・ホーク、リチャード・リンクレイター | ノミネート |
| オンライン映画批評家協会賞           | 作品賞                                                       |                                                                  | ノミネート |
| オンライン映画批評家協会賞           | 主演女優賞                                                   | ジュリー・デルピー                                               | ノミネート |
| オンライン映画批評家協会賞           | 脚色賞                                                       | ジュリー・デルピー、イーサン・ホーク、リチャード・リンクレイター | ノミネート |
| サンディエゴ映画批評家協会賞         | 脚色賞                                                       | ジュリー・デルピー、イーサン・ホーク、リチャード・リンクレイター | 受賞       |
| サンフランシスコ映画批評家協会賞     | 脚色賞                                                       | ジュリー・デルピー、イーサン・ホーク、リチャード・リンクレイター | ノミネート |
| インディアナ映画批評家協会賞         | 脚色賞                                                       | ジュリー・デルピー、イーサン・ホーク、リチャード・リンクレイター | 受賞       |
| ユタ映画批評家協会賞                 | 脚色賞                                                       | ジュリー・デルピー、イーサン・ホーク、リチャード・リンクレイター | 受賞       |
| セントラルオハイオ映画批評家協会賞   | 作品賞トップ10                                               |                                                                  | 8位        |
| セントラルオハイオ映画批評家協会賞   | 脚色賞                                                       | ジュリー・デルピー、イーサン・ホーク、リチャード・リンクレイター | ノミネート |
| インターネット映画批評家協会賞       | 最優秀ドラマ                                                 |                                                                  | 受賞       |
| インディペンデント・スピリット賞     | 主演女優賞                                                   | ジュリー・デルピー                                               | ノミネート |
| インディペンデント・スピリット賞     | 脚本賞                                                       | ジュリー・デルピー、イーサン・ホーク、リチャード・リンクレイター | ノミネート |
| サテライト賞                         | 脚色賞                                                       | ジュリー・デルピー、イーサン・ホーク、リチャード・リンクレイター | ノミネート |